# 4931 Tomsk
4931 Tomsk (1983 CN3) là một tiểu hành tinh vành đai chính được phát hiện ngày 11 tháng 2 năm 1983 bởi DeSanctis Debehogne ở La Silla.